# Abby’s
Abby’s – amerykański serial telewizyjny (komedia) wyprodukowany przez  Waila Inc. Productions, Fremulon, 3 Arts Entertainment oraz Universal Television, którego pomysłodawcą jest Josh Malmuth. Serial był emitowany od 28 marca 2019 roku do 13 czerwca 2019 roku przez NBC.
Pod koniec maja 2019 roku, stacja NBC anulowała serial po jednym sezonie.
Serial opowiada o Abby, która prowadzi nietypowy bar na swoim podwórzu.

## Obsada
- Natalie Morales jako Abby[3]
- Nelson Franklin jako Bill[4]
- Jessica Chaffin jako Beth[4]
- Leonard Ouzts jako James[4]
- Kimia Behpoornia jako Rosie[5]
- Neil Flynn jako Fred[6]

## Odcinki
| #  | Tytuł            | Reżyseria            | Scenariusz                       | Premiera w NBC   |
| -- | ---------------- | -------------------- | -------------------------------- | ---------------- |
| 1  | Pilot            | Pamela Fryman        | Josh Malmuth                     | 28 marca 2019    |
| 2  | Rule Change      | Pamela Fryman        | Niki Schwartz-Wright             | 3 kwietnia 2019  |
| 3  | Free Alcohol Day | Pamela Fryman        | Brig Muñoz-Liebowitz             | 11 kwietnia 2019 |
| 4  | Book Club        | Phill Lewis          | Shaun Diston                     | 18 kwietnia 2019 |
| 5  | Mail Bin         | Beth McCarthy-Miller | Taylor Cox, Jacquie Walters      | 25 kwietnia 2019 |
| 6  | Liquid Courage   | Pamela Fryman        | Russ Finkelstein, Marc Muszynski | 2 maja 2019      |
| 7  | Soda Gun         | Pamela Fryman        | Betsy Thomas                     | 9 maja 2019      |
| 8  | Backup           | Phill Lewis          | Noah Garfinkel                   | 30 maja 2019     |
| 9  | Rosie's Band     | Pamela Fryman        | Josh Malmuth                     | 30 maja 2019     |
| 10 | The Fish         | Betsy Thomas         | Chelsea Devantez                 | 13 czerwca 2019  |

## Produkcja
W lutym 2018 roku, poinformowano, że tytułową rolę otrzymała Natalie Morales.
W kolejnym miesiacu, ogłoszono, że Nelson Franklin, Jessica Chaffin, Leonard Ouzts, Kimia Behpoornia oraz Neil Flynn dołączyli do obsady 
.
8 maja 2018 roku stacja NBC zamówiła pierwszy sezon komedii, którego premiera była zaplanowana na midsesason 2018/2019.